# ISO 3166-2:PE
ISO 3166-2
ISO 3166-2:PE é a entrada para o Peru, no ISO 3166-2, parte do padrão ISO 3166 publicado pela Organização Internacional para Padronização (ISO), que define códigos para os nomes das principais subdivisões (e.g., províncias ou estados) de todos os países codificados em ISO 3166-1.
Atualmente, para o Peru, códigos ISO 3166-2 são definidos por 1 província constitucional, 1 municipalidade, e 24 departamentos. A província constitucional Callao e o departamentos mudaram seu estatuto para as regiões em 2002. A Município Metropolitano de Lima contém a capital do país Lima e tem um estatuto especial, igual às regiões.
Cada código é composto por duas partes, separadas por um hífen. A primeira parte é  PE , o código do Peru ISO 3166-1 alfa-2. A segunda parte é de três letras.

## Códigos atuais
Nomes de Subdivisões estão listados como no padrão ISO 3166-2 publicada pela Agência de Manutenção ISO 3166 (ISO 3166/MA).
Subdivision names are listed as in the ISO 3166-2 standard published by the ISO 3166 Maintenance Agency (ISO 3166/MA).
Códigos ISO 639-1 são usados para representar nomes de subdivisão nas seguintes linguagem administrativa:
- (es): Espanhol
- (qu): Quechua
- (ay): Aymara

Clique no botão no cabeçalho da coluna para classificar.
| Código | Subdivisão nome (es)                | Subdivisão nome (qu) | Subdivisão nome (ay) | Subdivisão categoria     |
| ------ | ----------------------------------- | -------------------- | -------------------- | ------------------------ |
| PE-CAL | El Callao                           | Qallaw               | Kallao               | província constitucional |
| PE-LMA | Municipalidad Metropolitana de Lima | Lima llaqta suyu     | Lima hatun llaqta    | municipalidade           |
| PE-AMA | Amazonas                            | Amarumayu            | Amasunu              | departamento             |
| PE-ANC | Ancash                              | Anqash               | Ankashu              | departamento             |
| PE-APU | Apurímac                            | Apurimaq             | Apurimaq             | departamento             |
| PE-ARE | Arequipa                            | Ariqipa              | Arikipa              | departamento             |
| PE-AYA | Ayacucho                            | Ayakuchu             | Ayaquchu             | departamento             |
| PE-CAJ | Cajamarca                           | Kashamarka           | Qajamarka            | departamento             |
| PE-CUS | Cusco [Cuzco]                       | Qusqu                | Kusku                | departamento             |
| PE-HUV | Huancavelica                        | Wankawillka          | Wankawelika          | departamento             |
| PE-HUC | Huánuco                             | Wanuku               | Wanuku               | departamento             |
| PE-ICA | Ica                                 | Ika                  | Ika                  | departamento             |
| PE-JUN | Junín                               | Hunin                | Junin                | departamento             |
| PE-LAL | La Libertad                         | Qispi kay            | La Libertad          | departamento             |
| PE-LAM | Lambayeque                          | Lampalliqi           | Lambayeque           | departamento             |
| PE-LIM | Lima                                | Lima                 | Lima                 | departamento             |
| PE-LOR | Loreto                              | Luritu               | Luritu               | departamento             |
| PE-MDD | Madre de Dios                       | Mayutata             | Madre de Dios        | departamento             |
| PE-MOQ | Moquegua                            | Muqiwa               | Moqwegwa             | departamento             |
| PE-PAS | Pasco                               | Pasqu                | Pasqu                | departamento             |
| PE-PIU | Piura                               | Piwra                | Piura                | departamento             |
| PE-PUN | Puno                                | Punu                 | Puno                 | departamento             |
| PE-SAM | San Martín                          | San Martin           | San Martín           | departamento             |
| PE-TAC | Tacna                               | Taqna                | Takna                | departamento             |
| PE-TUM | Tumbes                              | Tumpis               | Tumbes               | departamento             |
| PE-UCA | Ucayali                             | Ukayali              | Ukayali              | departamento             |

## Mudanças
As alterações a seguir à entrada foram anunciadas em boletins pela ISO 3166/MA desde a primeira publicação da norma ISO 3166-2 em 1998:
| Boletim         | Data de emissão | Descrição das alterações no boletim                                                  | Código/Mudança de subdivisão                                        |
| --------------- | --------------- | ------------------------------------------------------------------------------------ | ------------------------------------------------------------------- |
| Newsletter II-2 | 2010-06-30      | Atualização da estrutura administrativa e de idiomas e atualização da fonte de lista | Subdivisões adicionadas: PE-LMA Municipalidad Metropolitana de Lima |